# Diphacinon
Diphacinon ist eine chemische Verbindung aus der Gruppe der 1,3-Indandion-Derivate.

## Gewinnung und Darstellung
Diphacinon kann aus Dimethylphthalat und 1,1-Diphenylaceton gewonnen werden.
1,3-Indandion kann durch Reaktion mit 1,1-Diphenylaceton zu Diphacinon weiterverarbeitet werden.

## Eigenschaften
Diphacinon ist ein gelblicher Feststoff, der praktisch unlöslich in Wasser aber löslich in vielen organischen Lösungsmitteln ist. Er zersetzt sich bei Erhitzung vor Erreichen des Siedepunktes.

## Verwendung
Diphacinon ist ein Indandion-Derivat der zweiten Generation und wird zur Rattenbekämpfung (Rodentizid) oder zu Therapiezwecken als Gerinnungshemmer (zur Thromboseprophylaxe) eingesetzt.
In den EU-Staaten wie Deutschland und Österreich sowie in der Schweiz sind keine Pflanzenschutzmittel zugelassen, die Diphacinon als Wirkstoff enthalten.